# The Turn of the Screw (opéra)

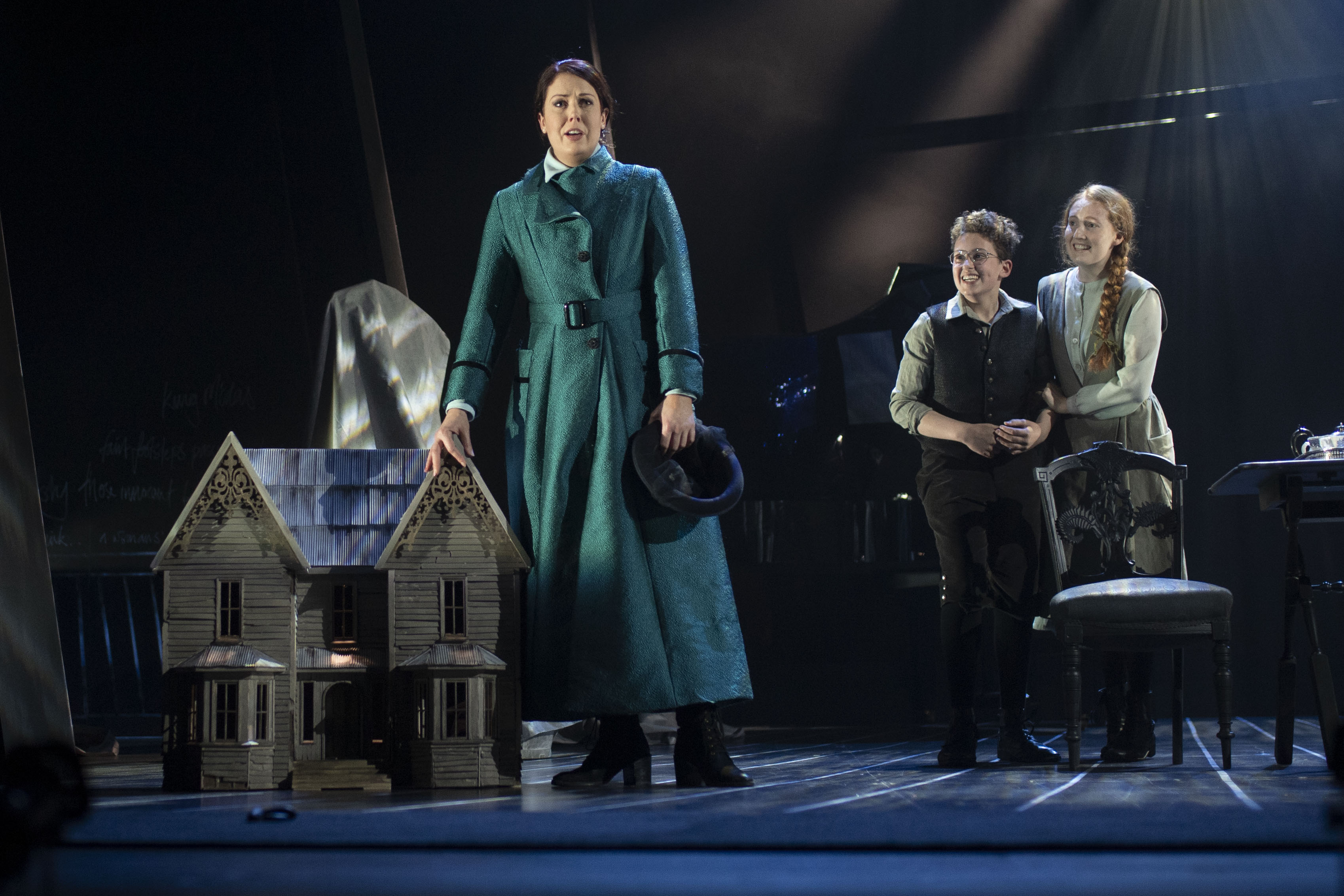

Le Tour d'écrou
The Turn of the Screw (en français Le Tour d'écrou) est un opéra en anglais, en un prologue, deux actes et seize scènes, composé par Benjamin Britten. Le livret est de Myfanwy Piper, d'après la nouvelle éponyme d'Henry James publiée en 1898. La première représentation fut jouée au Teatro La Fenice de Venise, le 14 septembre 1954, dans le cadre de la Biennale de Venise.

## Origine
- Adaptation du roman Le Tour d'écrou (The Turn of the Screw) d'Henry James, paru pour la première fois en 1898.

Chaque scène est précédée d'une variation sur le thème à 12 notes de l'écrou. L'orchestre est limité à 13 musiciens.

## Première
La première a été jouée par l'English Opera Group. Les rôles étaient ainsi distribués : 
- Peter Pears, Quint et narrateur
- Jennifer Vyvyan (en), The governess
- Joan Cross, Mrs Grose
- Arda Mandikian, Miss Jessel
- Olive Dyer, Flora
- David Hemmings, Miles

## Personnages
| Personnages Prologue, un narrateur Governess, la gouvernante Miles, un enfant Flora, un enfant Mrs. Grose, la femme de chambre Miss Jessel, l'ancienne gouvernante Peter Quint, l'ancien valet | Voix ténor soprano soprano garçon (boy soprano (en)) soprano mezzo-soprano ténor |

## Argument
L'histoire se déroule vers la fin du XIXe siècle. Deux jeunes orphelins, Flora et Miles, sont sous la tutelle de leur oncle. Ce dernier, fort occupé, les expédie à Bly, un manoir de la campagne anglaise, avec leur femme de chambre. Une femme accepte alors, non sans craintes, d'être la gouvernante des enfants avec la condition expresse de ne jamais déranger leur oncle qui vit à Londres.
Peu à peu, des évènements étranges surviennent et des inconnus semblent rôder sur le domaine. L'ancien valet et l'ancienne gouvernante, tous deux morts dans des conditions mystérieuses, hantent Bly et ont une influence néfaste sur les enfants.
Sur la nouvelle d'Henry James voir l'article The Turn of the Screw.

## Discographie
- 1954 : Peter Pears, Jennifer Vyvyan, Joan Cross, David Hemmings, Olive Dyer, Peter Pears, Arda Mandikian, English Opera Group Orchestra; Benjamin Britten (LP London Records A 4219, CD Decca 425 672-2)
- 1981 : Philip Langridge, Helen Donath, Ava June, Michael Ginn, Lillian Watson, Robert Tear, Heather Harper, Covent Garden Opera House Orchestra ; Colin Davis (LP Philips 410 426-1, CD Philips 446 325-2)
- 1993 : Philip Langridge, Felicity Lott, Phyllis Cannan, Sam Pay, Eileen Hulse, Philip Langridge, Nadine Secunde, Aldeburgh Festival Ensemble; Steuart Bedford (Naxos 8.660109-10)
- 2002 : Ian Bostridge, Joan Rodgers, Jane Henschel, Julian Leang, Caroline Wise, Ian Bostridge, Vivian Tierney, Mahler Chamber Orchestra; Daniel Harding (Virgin 545521-2)

## Adaptation pour le cinéma
Katie Mitchell (en) adapte en 2005 l'opéra pour le cinéma, qui n'est pas une représentation filmée de l'œuvre de Britten mais un opéra-film. Il s'agit d'une production dirigée par Richard Hickox qui est un connaisseur de l'œuvre de Britten. 
- Dans le DVD, l'opéra est sous-titré en français.
- L'opéra-film Le Tour d'écrou est sorti en DVD le 17 mars 2005 en Zone 0/Multizone.